# Anomietheorie
De anomietheorie of straintheorie is een theorie dat de sociale structuur van de maatschappij deviant gedrag in de hand werkt als er aan individuen, groepen of collectiviteiten doelen gesteld worden waarvoor zij de middelen missen om die te realiseren. De theorie werd rond het begin van de twintigste eeuw uitgewerkt door de sociologen Émile Durkheim en Robert K. Merton, die ook criminologische accenten legde.

## Durkheim
Een van de oorzaken van afwijkend gedrag is volgens Durkheim de verandering in solidariteit naarmate de samenleving complexer wordt. Hij onderscheidt mechanische solidariteit en organische solidariteit.
Bij mechanische solidariteit is sprake van gelijkheid in een maatschappij met weinig sociale differentiatie waar dezelfde normen en waarden gevolgd worden en vanuit een collectief bewustzijn sprake is van een sterke sociale pressie tot conformisme.
Door het proces van industrialisatie ging de mechanische solidariteit over in organische solidariteit. Organische solidariteit ontstaat bij toenemende sociale differentiatie, wat het geval is bij arbeidsverdeling en specialisatie. Daardoor verandert de onderlinge afhankelijkheid. Doordat de verschillende functies elkaar moeten aanvullen ontstaat een nieuwe solidariteit, waarbij de sociale pressie afneemt. De maatschappij wordt nu niet mechanisch, maar organisch bij elkaar gehouden.
Bij een te snelle overgang kan echter de nieuwe ordening van functies en normen en waarden onvoldoende voltooid zijn, waardoor een bepaalde mate van anomie optreedt, een gemoedstoestand die gekenmerkt wordt door afwezigheid of afwijzen van standaarden of waarden.
Durkheim belichtte drie aspecten van deviantie. Hij stelde dat deviantie een normaal verschijnsel was, dat de grenzen van de maatschappij aangaf. Een tweede sociale functie is het versterken van de solidariteit bij degenen die zich houden aan de norm, die vaak wordt bepaald door de waarden van de middenklasse. Saamhorigheid versterkt en de gelederen sluiten zich tegen zondebokken. Die kan vele gedaanten hebben, maar is steeds de ander. Een derde aspect van deviantie is volgens Durkheim dat deze sociale verandering bevordert.

## Merton
Merton borduurde voort op de anomie-idee van Durkheim. Merton zette zich af tegen biologisch determinisme en de idee dat de sociale orde er slechts is om impulsen in bedwang te houden. Merton spreekt van een anomie als de meerderheid gelooft dat doelen voor iedereen haalbaar zijn, terwijl dit niet het geval is. Er ontstaat dan een spanning of strain towards anomie tussen de doelstelling van de samenleving en de middelen om deze te realiseren, vandaar de namen anomietheorie en straintheorie. Volgens Merton zijn er verschillende manieren tot aanpassing aan de strain, aan het krachtenveld: conformisme, innovatie, ritualisme, terugtrekking en rebellie. De sociale positie is van invloed op de keuze, waarbij de middenklasse vaker voor ritualisme zal kiezen, terwijl de onderste lagen eerder geneigd zijn tot innovatie, wat gewoonlijk wordt gezien als afwijkend gedrag of non-conformisme. Volgens Merton is hierbij niet noodzakelijk sprake van rationeel gedrag.
Daarmee stelt Merton dat criminaliteit en afwijkend gedrag sociale verschijnselen zijn, onder meer veroorzaakt door sociale ongelijkheid. De anomie tussen doel en middelen bepaalt de mate waarin dit gedrag voorkomt.